# Templemore
Templemore (irisch An Teampall Mór; dt.: „Die große Kirche“) ist eine Landstadt im County Tipperary im zentralen Binnenland der Republik Irland.

## Der Ort
Templemore liegt im Nordosten des Countys und hatte bei der Volkszählung 2022 eine Einwohnerzahl von 2005 Menschen.
Architektonisch ist Templemore georgianisch geprägt, mit dreigeschossigen Bauten aus dem 19. Jahrhundert an der Main Street. Der Marktplatz im Stadtzentrum soll nach Aussage der Einheimischen der weiträumigste auf den gesamten Britischen Inseln sein; an ihn schließt sich ein ausgedehnter Stadtpark an. 
Seit 1964 beherbergt Templemore in den früheren Richmond Barracks das zentrale irische Ausbildungszentrum der Garda Síochána, der irischen Polizei. Außerdem ist in der Stadt eine Anzahl kleinerer Industriebetriebe angesiedelt; früher war der Ort Marktstadt für die umliegende, agrarisch geprägte Region. 
Europäische Partnerorte Templemores sind die französische Gemeinde Prémilhat und die Stadt Potenza Picena in Italien. Der River Suir entspringt wenige Kilometer nordwestlich von Templemore.
Die Cullaun Stones sind Menhire und Steingruppen nahe dem Ort, die (abgesehen vom Steinkreis bei Cullaun), ähnlich wie die benachbarten Timoney Stones keinem erkennbaren Muster folgen.

## Verkehrsanbindung
Templemore liegt etwa 25 km südlich von Roscrea und der N7 auf der Nationalstraße N62 von Athlone nach Thurles und weiter nach Cashel zur M8/N8 von Dublin nach Cork City. 
Durch Iarnród Éireann ist der Ort an die InterCity-Strecke Dublin–Cork angeschlossen.